# Будниченко, Михаил Анатольевич
Михаил Анатольевич Будниченко (род. 18 ноября 1959 года, Северодвинск, Архангельская область) — генеральный директор производственного объединения «Севмаш» (c 2012 года), Герой Труда Российской Федерации (2024).

## Биография
Родился в 1959 году в Северодвинске. В семье машиностроителя Анатолия Михайловича Будниченко. В 1977 году закончил среднюю школу, а в 1983 году Севмашвтуз. С 1977 года работает на Севмаше. С 2012 года генеральный директор Севмаша. Почетный гражданин Северодвинска.

## Награды
- Герой Труда Российской Федерации (2024)
- Орден «За заслуги перед Отечеством» IV степени (2021)
- Орден «За морские заслуги» (2014)
- Медаль ордена «За заслуги перед Отечеством» II степени (1999)
- Почётная грамота Правительства Российской Федерации (2019)
- Почётная грамота Совета Федерации Федерального Собрания Российской Федерации (2019)
- Знак отличия «За заслуги перед Архангельской областью» (2016)
- Нагрудный знак «За заслуги перед Северодвинском» (2009)
- Государственная премия Российской Федерации имени Маршала Советского Союза Г. К. Жукова в области создания вооружения и военной техники (2015, в составе коллектива) — за разработку и создание головного атомного подводного крейсера проекта 955 «Борей», способствующего значительному укреплению обороноспособности Российской Федерации
- Премия Правительства Российской Федерации в области науки и техники (2019, в составе коллектива) — за разработку технологии и освоение промышленного производства крупных нефтегазовых комплексов для континентального шельфа России
- Заслуженный машиностроитель Российской Федерации (2004)
- «Почётный судостроитель» (2009)
- «Заслуженный работник предприятия» (2012)
- «Почётный гражданин Северодвинска» (2018)
- Лауреат региональной общественной награды Архангельской области «Достояние Севера» (2014)
- Знак отличия Госкорпорации «Росатом» «За вклад в развитие атомной отрасли» 2 степени (2022)
- Почетный знак «За достижения в области качества» (2020)
- медаль В. П. Костенко «За развитие производственных мощностей судостроения России» (2019)